# 大屯深山鍬形蟲
大屯姬深山鍬形蟲（学名：Lucanus datunensis），又名大屯深山鍬形蟲，是鍬形蟲科深山鍬形蟲屬下的一個種，為台灣的特有種生物，目前僅見於北部陽明山區的大屯山上。

## 辨識特徵
全身紅褐色，布足腿節呈黃褐色，頭部比例小（有別於同屬的親戚），大顎有較不明顯的分岔與內齒突，體長約23至38（0.91至1.50英寸）。

## 生活習性
成蟲多於每年6至7月出來活動。晝行性，雌蟲極為罕見，通常在上午較常出現。

## 生態危機
沒有保育類大傘的保護，就算生活在規定不能捕捉野生動物的國家公園內，性命也未必安全。罕見的大屯深山鍬形蟲經常成為少數甲蟲蒐集狂熱者覬覦的對象，加上棲地遭人為破壞，使其族群的數量逐年下降。

## 延伸閱讀
- 於幼華. 台灣環境議題特論（页面存档备份，存于）（參見第三節 日本方面之相關研究）. 五南文化. 2006.

## 外部連結
- 昆蟲類─鞘翅目 Coleoptera - 南投縣竹山鎮杉林溪自然教育中心
- 鍬形蟲 - 國立臺灣大學昆蟲標本館數位典藏
- . 台灣山林悠遊網電子報. 行政院農業委員會林務局.   [2015-08-25]. （原始内容存档于2016-03-04）.